# Coniodictyum chevalieri
Coniodictyum chevalieri är en svampart som beskrevs av Har. & Pat. 1909. Coniodictyum chevalieri ingår i släktet Coniodictyum och familjen Cryptobasidiaceae.   Inga underarter finns listade i Catalogue of Life.